# Mike Dickison
Michael R. Dickison (nacido en 1968/1969 ) es curador de museo, zoólogo y editor de Wikipedia de Nueva Zelanda. Fue el primer wikipedista de Nueva Zelanda en general, en 2018-19, y recibió una subvención de la Fundación Wikimedia.

## Biografía
Dickison creció en Christchurch. Su padre era aprendiz de calderero y su madre ama de casa. Su padre fomentó su interés por la curaduría y el coleccionismo.
Dickison obtuvo un doctorado en zoología de la Universidad de Duke en 2007. Su tema de disertación fue la alometría de las aves gigantes no voladoras.

## Carrera profesional
Dickison fue curador de historia natural en el Museo Regional de Whanganui de 2013 a 2018. En 2015, dirigió un esfuerzo para montar la colección del museo de más de 2000 huesos y 10 esqueletos de moa articulados.
Se interesó por Wikipedia en 2009. En 2012, creó un grupo comunitario "Whanganui Wiki Wednesday" que se reunía una vez al mes para editar páginas locales en Wikipedia. Luego comenzó a organizar talleres de Wikipedia en Nueva Zelanda. 
Ha abogado por que los museos se relacionen con Wikipedia para que sus colecciones sean accesibles al público. Argumenta que Wikipedia también puede ser una herramienta poderosa para que los gobiernos compartan información y realicen actividades de divulgación pública, citando el ejemplo de la muerte regresiva del kauri.
En 2019, Dickison fue juez de los Voyager Media Awards .

### Wikipedian en general 2018

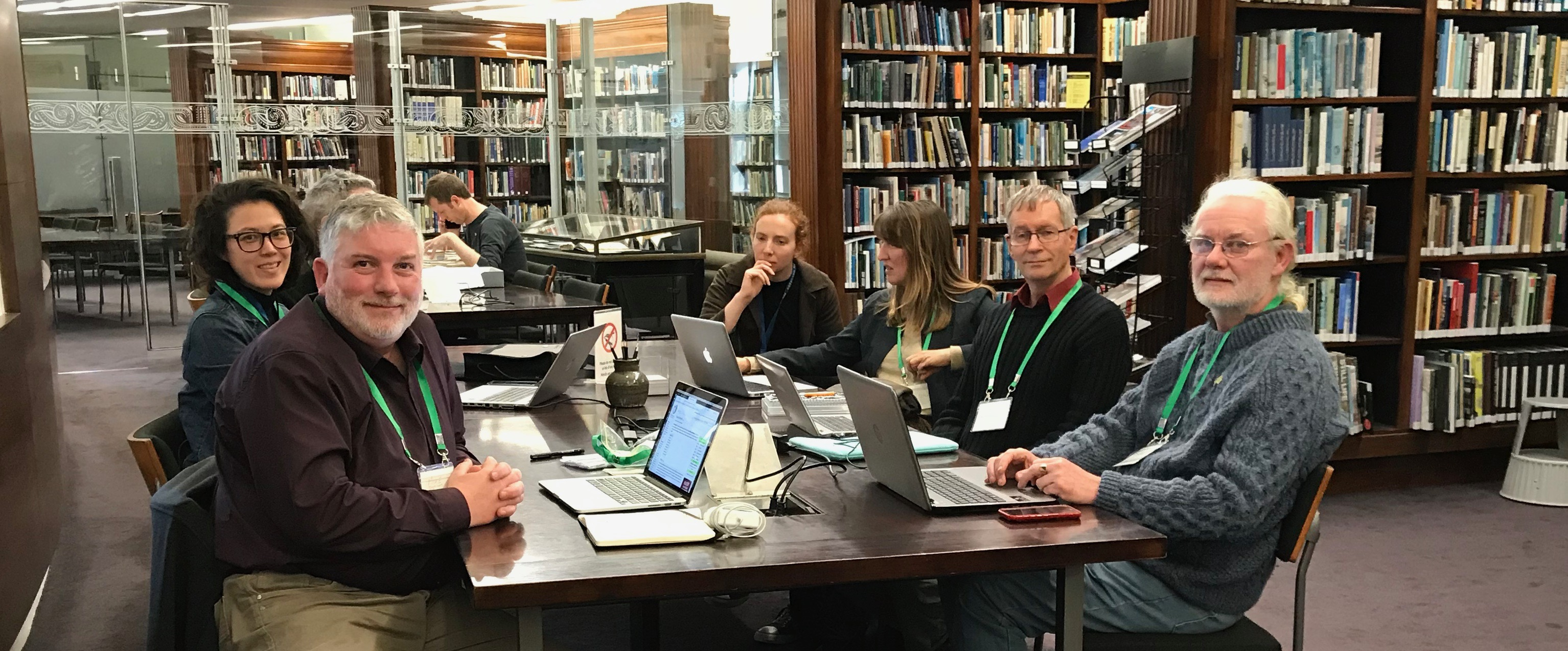
Dickison (frente, izquierda) dirigiendo un maratón de edición de Wikipedia en el Museo de Auckland, julio de 2018.

En 2018, Dickison recibió una subvención de $ 61,000 de la Fundación Wikimedia para convertirse en el primer wikipedista general de Nueva Zelanda.  La beca pagó su salario, gastos de viaje y cuotas de inscripción a la conferencia. El objetivo del proyecto era abordar las lagunas en el contenido relacionado con Nueva Zelanda en Wikipedia, como la falta de artículos sobre maoríes y mujeres. También esperaba atraer a más editoras mujeres a Wikipedia para abordar el sesgo de género en los temas de los artículos. Durante 2018, viajó por Nueva Zelanda en su 4WD, que actuó como oficina móvil y estación de campo de entomología. 
En julio de 2018, su primera parada fue el Museo de Auckland. Continuó con paradas de trabajo extendidas, presentaciones y eventos en múltiples instituciones, en 16 pueblos y ciudades diferentes de Nueva Zelanda, trabajando con el personal y el público. Grabó las pronunciaciones del idioma maorí para agregarlas a los artículos de Wikipedia, y pidió a los lugareños que compartieran sus historias.

## Critter de la semana
Dickison presentó sobre el programa de radio Critter of the Week en Bali, Indonesia, en ESEAP 2018 .  Se realizó una presentación actualizada en la reunión de Wikimedia Australia Melbourne en noviembre de 2018. Critter of the Week se discutió como un ejemplo de divulgación en el museo en la conferencia SPNHC 2018 en Dunedin.